# Ary Caymmi / Dorival Barroso: Um Interpreta o Outro
Ary Caymmi / Dorival Barroso: Um Interpreta o Outro é o quinto álbum do cantor e compositor brasileiro Dorival Caymmi, elaborado em parceria com Ary Barroso. Como o nome indica, consiste em composições de um interpretadas pelo outro. Lançado em 1958, foi gravado pela Odeon tal como os seus antecessores.

## Faixas
1. "Lá vem a baiana" de Dorival Caymmi, interpretada por Ary Barroso.
2. "Risque" de Ary Barroso, interpretada por Dorival Caymmi.
3. "Maracangalha" de Dorival Caymmi, interpretada por Ary Barroso.
4. "Por causa desta cabocla" de Ary Barroso, interpretada por Dorival Caymmi.
5. "João Valentão" de Dorival Caymmi, interpretada por Ary Barroso.
6. "Inquietação" de Ary Barroso, interpretada por Dorival Caymmi.
7. "Na Baixa do Sapateiro" de Ary Barroso, interpretada por Dorival Caymmi.
8. "Marina" de Dorival Caymmi, interpretada por Ary Barroso.
9. "Maria" de Ary Barroso, interpretada por Dorival Caymmi.
10. "Dora" de Dorival Caymmi, interpretada por Ary Barroso.
11. "Tu" de Ary Barroso, interpretada por Dorival Caymmi.
12. "Nem Eu" de Dorival Caymmi, interpretada por Ary Barroso.